# Aker Stadion
Aker Stadion – stadion piłkarski w Molde, w Norwegii. Został otwarty 18 kwietnia 1998 roku. Swoje mecze rozgrywa na nim klub piłkarski Molde FK, który przed inauguracją obiektu grał na Molde Idrettspark. Stadion położony jest tuż przy linii brzegowej. Pole gry otoczone jest ze wszystkich stron dwupoziomowymi, zadaszonymi trybunami, mogącymi pomieścić 11 167 widzów (w tym 10 741 na miejscach siedzących).